# Szamarich
Szamarich (arab. شمارخ) – wieś w Syrii, w muhafazie Aleppo. W 2004 roku liczyła 226 mieszkańców.